# Erebia cibiniaca
Erebia cibiniaca är en fjärilsart som beskrevs av Franz Dannehl 1927. Erebia cibiniaca ingår i släktet Erebia och familjen praktfjärilar. Inga underarter finns listade i Catalogue of Life.